# دوغ رايت (كاتب)
دوغ رايت (بالإنجليزية: Doug Wright)‏ هو كاتب مسرحي وكاتب وكاتب سيناريو ومؤلف أمريكي، ولد في 20 ديسمبر 1962 في دالاس في الولايات المتحدة.

## وصلات خارجية
- دوغ رايت على موقع IMDb (الإنجليزية)
- دوغ رايت على موقع قاعدة بيانات الأفلام العربية
- دوغ رايت على موقع ألو سيني (الفرنسية)
- دوغ رايت على موقع ميوزك برينز (الإنجليزية)
- دوغ رايت على موقع أول موفي (الإنجليزية)
- دوغ رايت على موقع قاعدة بيانات برودواي على الإنترنت (الإنجليزية)
- دوغ رايت على موقع قاعدة بيانات الأفلام السويدية (السويدية)
- دوغ رايت على موقع قاعدة بيانات الفيلم (الإنجليزية)
- دوغ رايت على موقع كينوبويسك (الروسية)